# Soldiers Inc: Mobile Warfare
Soldiers Inc: Mobile Warfare es un juego de estrategia en tiempo real multijugador masivo en línea para dispositivos iOS y Android desarrollado por Plarium. Fue lanzado en primer lugar en Canadá, Australia y Nueva Zelanda el 11 de octubre de 2016 y más ampliamente el 30 de noviembre de 2016. El juego está ambientado en el mismo universo que Soldiers Inc., que fue nombrado por Facebook como uno de los mejores juegos de su plataforma en 2013.

## Jugabilidad e historia
Soldiers Inc: Mobile Warfare está ambientado en el estado fallido ficticio de Selva de Fuego (nombre original en castellano) en el año 2037, quince años después del final de la guerra de Zandia de Soldiers Inc. El mundo es una visión semidistópica de la guerra futura, en el que las fuerzas armadas de los estados-nación han sido reemplazadas por ejércitos mercenarios. Soldiers Inc: Mobile Warfare no se considera una secuela del título original que aún está disponible.
Los jugadores tienen que luchar para expulsar del país al enemigo virtual, Phoenix Industries, y recuperar los medios de producción de Suero, una "droga milagrosa" sobre la que Phoenix tiene el monopolio.
El juego insta a los jugadores a desarrollar una base y un ejército para luchar contra Phoenix, así como contra otros jugadores humanos del juego.

## Recepción
El juego ha sido mayormente recibido de forma positiva, Anurag Ghosh de Playaholic elogió "su excelente jugabilidad", "mejores gráficos y animaciones".